# 四合城镇
四合城乡，是中华人民共和国辽宁省阜新市彰武县下辖的一个乡镇级行政单位。

## 行政区划
四合城乡下辖以下地区：
新房子村、大伙房村、王家村、马连侵村、三官村和刘家村。